# VesselSat-1
VesselSat-1, conhecido também por Orbcomm FM42 e V1, é um satélite miniaturizado luxemburguês construído e também de propriedade da LuxSpace, que é operado pela Orbcomm em regime de locação. Foi lançado com sucesso ao espaço pela Indian Space Research Organisation por meio de um veículo PSLV-CA a partir do Centro Espacial de Satish Dhawan em Sriharikota no dia 12 de outubro de 2011, às 05:31 UTC. O lançamento foi uma missão multi-carga compartilhada com o Megha-Tropiques, SRMSAT e Jugnu.
O VesselSat-1 foi o primeiro satélite construída em Luxemburgo. Tem uma massa de 28 kg e tem a forma de um cubo de 30 centímetros ao longo de cada lado. Sua missão é a de rastreamento de transporte por receber transmissões de seus sistemas de identificação automático.